# Antropocentrismo
L'antropocentrismo (dal greco άνθρωπος, anthropos, "uomo, essere umano", κέντρον, kentron, "centro") è la tendenza - che può essere propria di una teoria, di una religione o di una semplice opinione - a considerare l'essere umano, e tutto ciò che gli è proprio, come centrale nell'Universo. Una centralità che può essere intesa secondo diversi accenti e sfumature: semplice superiorità rispetto al resto del mondo animale o preminenza ontologica su tutta la realtà, in quanto si intende l'uomo come espressione immanente dello spirito che è alla base dell'Universo.

## Storia
Un aspetto che accomuna le più rilevanti posizioni filosofiche occidentali apparse prima della metà del XX secolo è la tendenza ad assumere una prospettiva umano-centrica, incapace cioè di decentrare la riflessione etica, ontologica ed epistemologica dagli agenti umani.
Un primo esempio di concezione antropocentrica si ha nel V secolo a.C. con Socrate e i sofisti. I filosofi presocratici si interessavano principalmente della natura circostante. Con Socrate e i sofisti, invece, l'attenzione si sposta sull'uomo. Protagora diceva che l'uomo è la misura di tutte le cose, ponendo quindi l'essere umano come criterio al centro dell'universo. Conosci te stesso, diceva Socrate, proprio indicando la superiorità della conoscenza dell'uomo stesso rispetto alla conoscenza della natura. Dopo questi filosofi, tutti si occuparono di studiare l'uomo, quasi tralasciando lo studio di come sia nato l'universo, argomento di cui si erano occupati tutti i presocratici.
Con il periodo medioevale, con Agostino mantiene e rafforza la visione antropocentrica e mistica dell'universo, ponendo l'uomo al centro del mondo in quanto maggiore creazione di Dio e nel fare questo si affida alla visione aristotelica del cosmo, l'uomo ha la responsabilità di scegliere tra bene e male, ed in questo è unico tra i viventi, essendo l'unico dotato di intelletto, San Tommaso rafforzerà ulteriormente tale concezione. Nel corso di questo lungo periodo saranno in pochi a contestare la visione di un mondo antropocentrico, Giordano Bruno contesterà la finitezza dell'universo, l'esclusiva umana dell'intelletto e sosterrà addirittura la metempsicosi, tutto questo gli costerà la vita, vittima della Santa Inquisizione nel 1600.
Galileo Galilei riuscirà invece a salvare la sua vita, abiurando alla visione copernicana dell'universo, che toglieva la terra dal centro del cosmo per piazzarvi il Sole.
A Galileo Galilei si deve il grandissimo contributo della formulazione del metodo scientifico, che poco alla volta riuscirà a separare la filosofia dalla teologia e l'uomo da Dio.
I più grandi colpi contro la prospettiva antropocentrica vennero sferrati da Arthur Schopenhauer, Friedrich Nietzsche e Sigmund Freud, ma in maniera significativa e definitiva lo sferrò nel 1859 Charles Darwin, che nel saggio L'origine delle specie esporrà il meccanismo della selezione naturale, del quale l'uomo sarebbe un prodotto casuale assieme alle altre creature che convivono con noi nel nostro pianeta.

## Diffusione e limiti
Bisogna precisare che l'antropocentrismo è una caratteristica peculiare delle civiltà euroasiatiche: le culture africane, precolombiane e aborigena non contemplano tale visione del cosmo, per cui è probabile che le visioni antropocentriche del mondo siano inevitabili in tutte le civiltà che sviluppano un certo livello tecnologico, con relativa antropizzazione del territorio.
La visione antropocentrica continua a contraddistinguere la civiltà globale contemporanea, spesso osteggiata da correnti etiche non antropocentriche, come l'antispecismo o l'ecologia profonda, che invece cercano di reinserire l'essere umano nella natura. Ciò che, infatti, le etiche dell'ambiente generalmente sottolineano essere un aspetto particolarmente problematico dell'impostazione antropocentrica è il suo considerare l'essere umano come il legittimo proprietario o conquistatore della natura.
Anche dal punto di vista del cosiddetto antropocentrismo debole, nobile o autocritico, difeso in anni più recenti da autori quali soprattutto John Passmore, il modo migliore di tutelare la natura non consiste nell'attribuirle un valore intrinseco, ma nel difenderne maggiormente i valori strumentali (alimentari, energetici, estetici, spirituali o culturali), evidenziando la connessione esistente tra questi e il benessere dell'umanità presente e futura.
Le riflessioni riconducibili a quest'ultima e più recente posizione costituiscono la spesso implicita base di riferimento della cultura cosiddetta green e dello "sviluppo sostenibile", e rappresentano perciò anche il sostrato fondamentale delle opinioni ambientaliste oggi più diffuse e accettate all'interno del senso comune. La maggior parte degli esponenti filosofici di questa prospettiva sostengono che si debba allargare l'ambito della considerazione morale verso la natura, portandole rispetto e prendendosene cura, senza però anche estendere la comunità morale oltre l'umanità. Viene in sostanza riconosciuta l'importanza di non fondare simmetricamente il concetto di dovere su esigenze che la controparte possa autonomamente sollevare, ma non viene comunque messo in discussione che sia assurdo cercare di conferire diritti all'ambiente non-umano: bisogna dunque limitarsi a rivolgere, seppure asimmetricamente, lo sguardo morale su di esso.